# 스루드

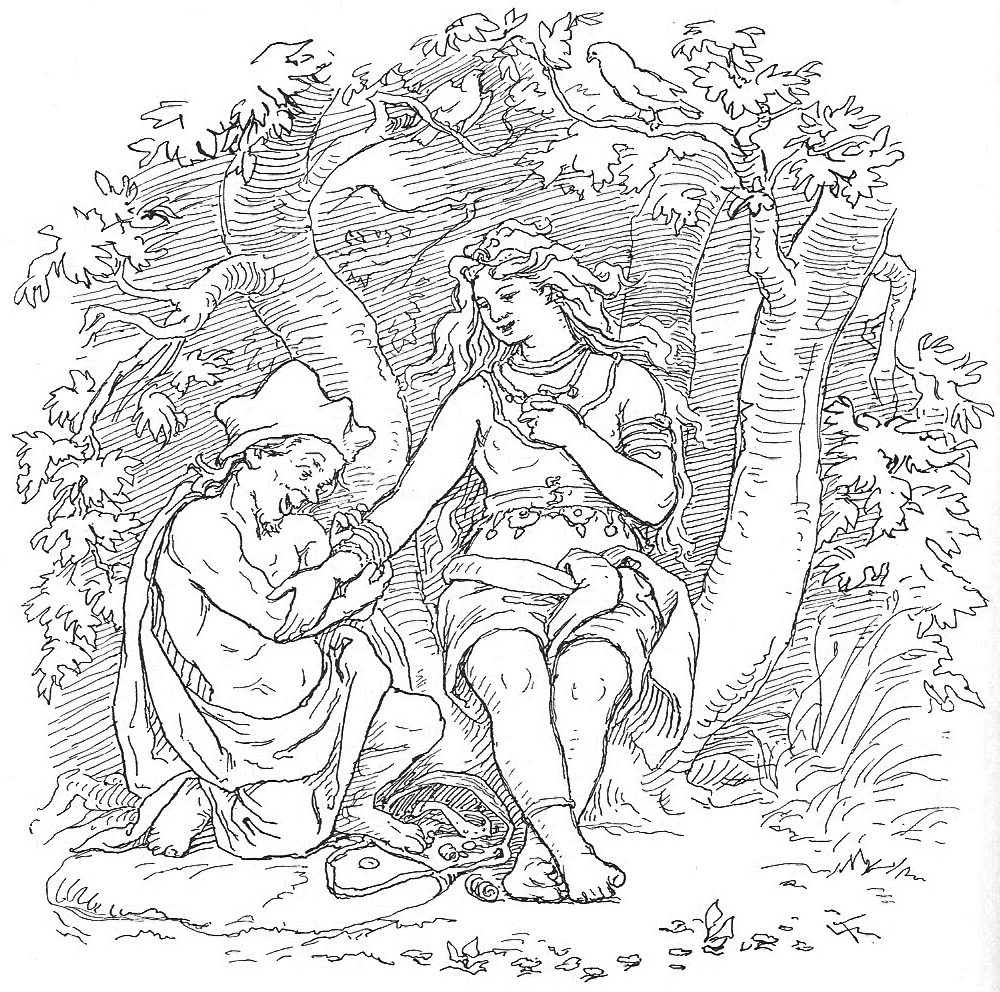
로렌츠 프뢸리히 작, 알비스와 스루드.

스루드(고대 노르드어: Þrúðr→힘)는 북유럽 신화의 토르가 시프와의 사이에서 낳은 딸이다. 발할라의 에인헤랴르들에게 술시중을 드는 발키리 중에도 스루드라는 이름을 가진 이가 있는데(그림니르가 말하기를 제36절), 토르의 딸 스루드와 발키리 스루드는 같은 존재일 수도 있고 아닐 수도 있다.

## 같이 보기
- 알비스